# Mastodon
I Mastodon sono un gruppo musicale heavy metal/sludge metal fondato ad Atlanta, Georgia, nel 2000.
Nelle loro canzoni si possono scorgere elementi sludge metal, influenze hardcore punk, riff pesanti di chitarra (spesso molto complessi e tecnici), batteria con influenze jazz e lunghi intermezzi strumentali melodici, aspetti che rimandano al progressive. AllMusic, che li considera tra gli artisti più interessanti del filone della new wave of American heavy metal, definisce la loro musica come un mix di grindcore, progressive metal e hardcore punk.

## Storia

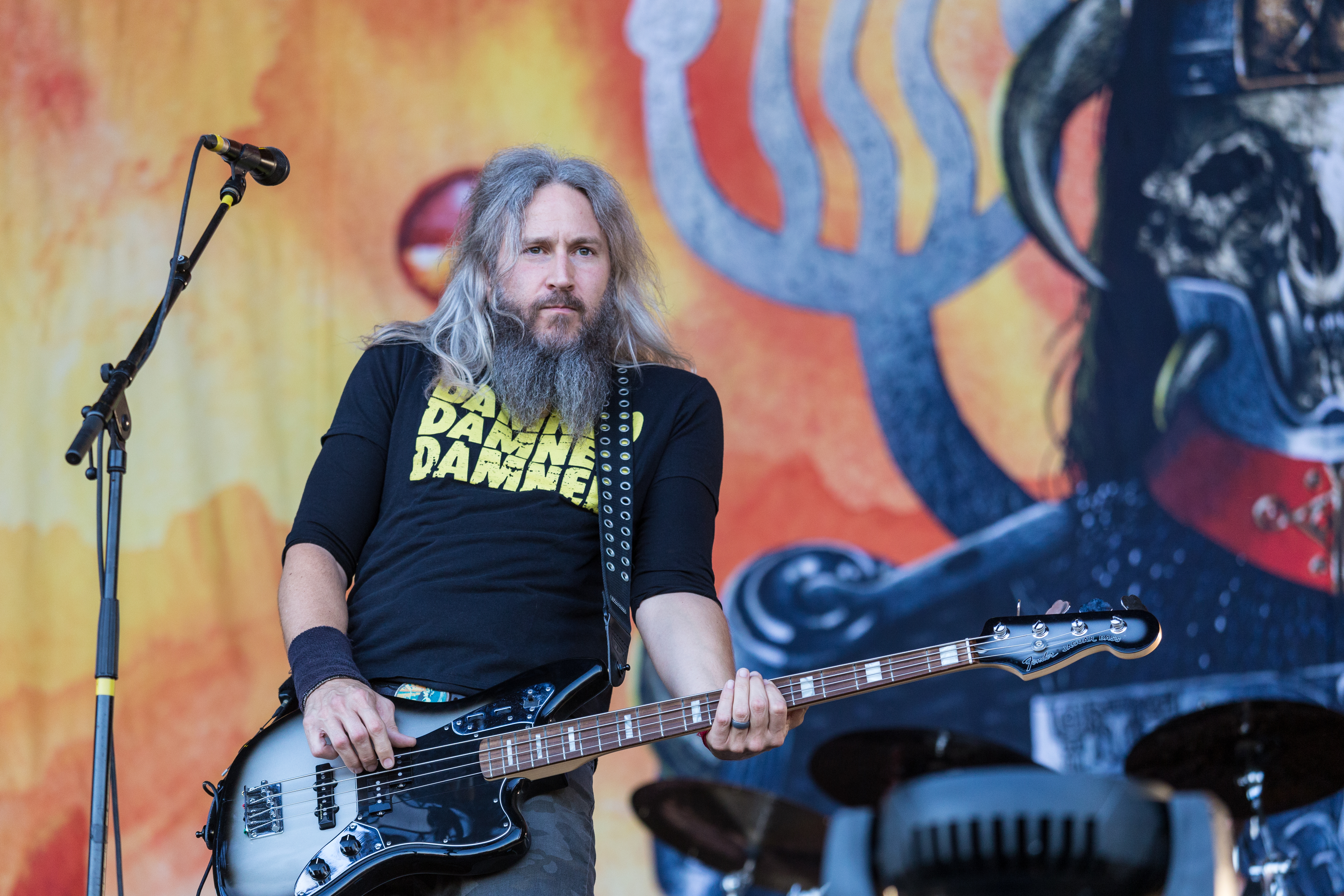
Troy Sanders

Il gruppo si è formato nel 2000, quando Brann Dailor e Bill Kelliher, entrambi già membri dei Lethargy e dei Today is the Day, spostandosi ad Atlanta, incontrano Troy Sanders (già componente dei Four Hour Fogger e dei Social Infestation) e Brent Hinds (dei Four Hour Fogger) ad un concerto degli High on Fire. Il primo demo viene registrato nel 2000, con il titolo 9 Song Demo e con Eric Saner alla voce: questo CD viene venduto ai vari concerti. Saner lascia il gruppo dopo solo un paio di mesi, venendo sostituito da Troy Sanders, e dopo aver registrato un altro demo ed un 7" per la Reptilian Records i Mastodon riescono a firmare un contratto per la Relapse Records nel 2001.
La prima uscita ufficiale dei Mastodon avvenne proprio nel 2001, con l'EP Lifesblood; il disco venne accolto molto bene dal pubblico, ma la pubblicazione direttamente successiva registrò subito dei forti cambiamenti a livello stilistico. Nel 2002 uscì Remission, disco che per la prima volta si spostava dal metalcore allo stile che li ha resi celebri.

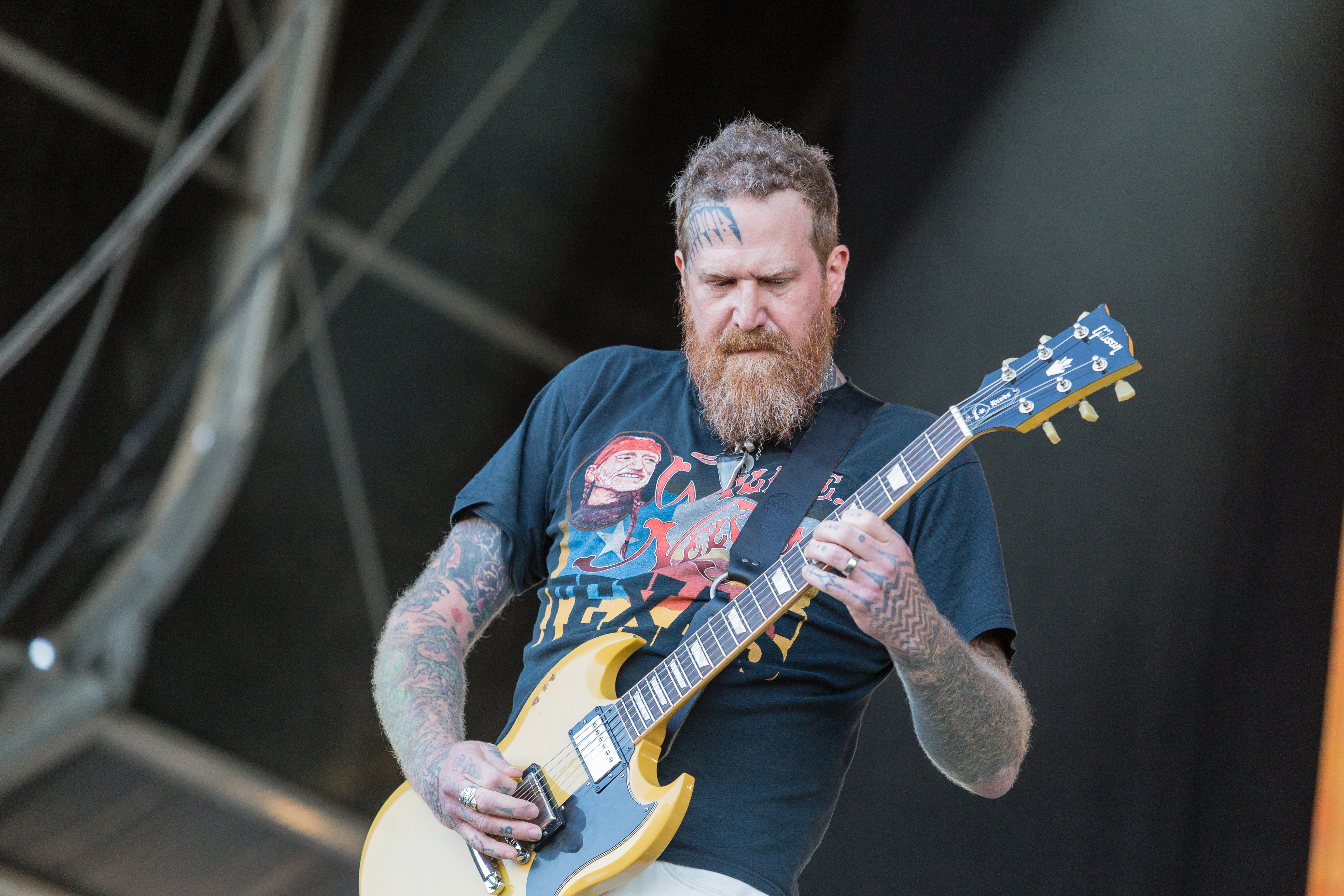
Brent Hinds

Nel 2004 venne pubblicato Leviathan, disco acclamato dalla critica che fruttò il premio di "Disco dell'anno" da tre differenti riviste americane: Revolver Magazine, Kerrang!, e Terrorizer. Leviathan è un concept album basato sul romanzo di Herman Melville Moby Dick.
Dopo aver firmato un contratto con la major Warner Music, la band pubblica nel 2006 Call of the Mastodon, un CD comprendente il materiale dei primi demo e mai pubblicato ufficialmente, e The Workhorse Chronicles, un DVD di interviste e dietro le quinte contenente esibizioni dal vivo della band per quasi ogni pezzo della loro discografia nonché i video promozionali filmati per Remission e Leviathan.

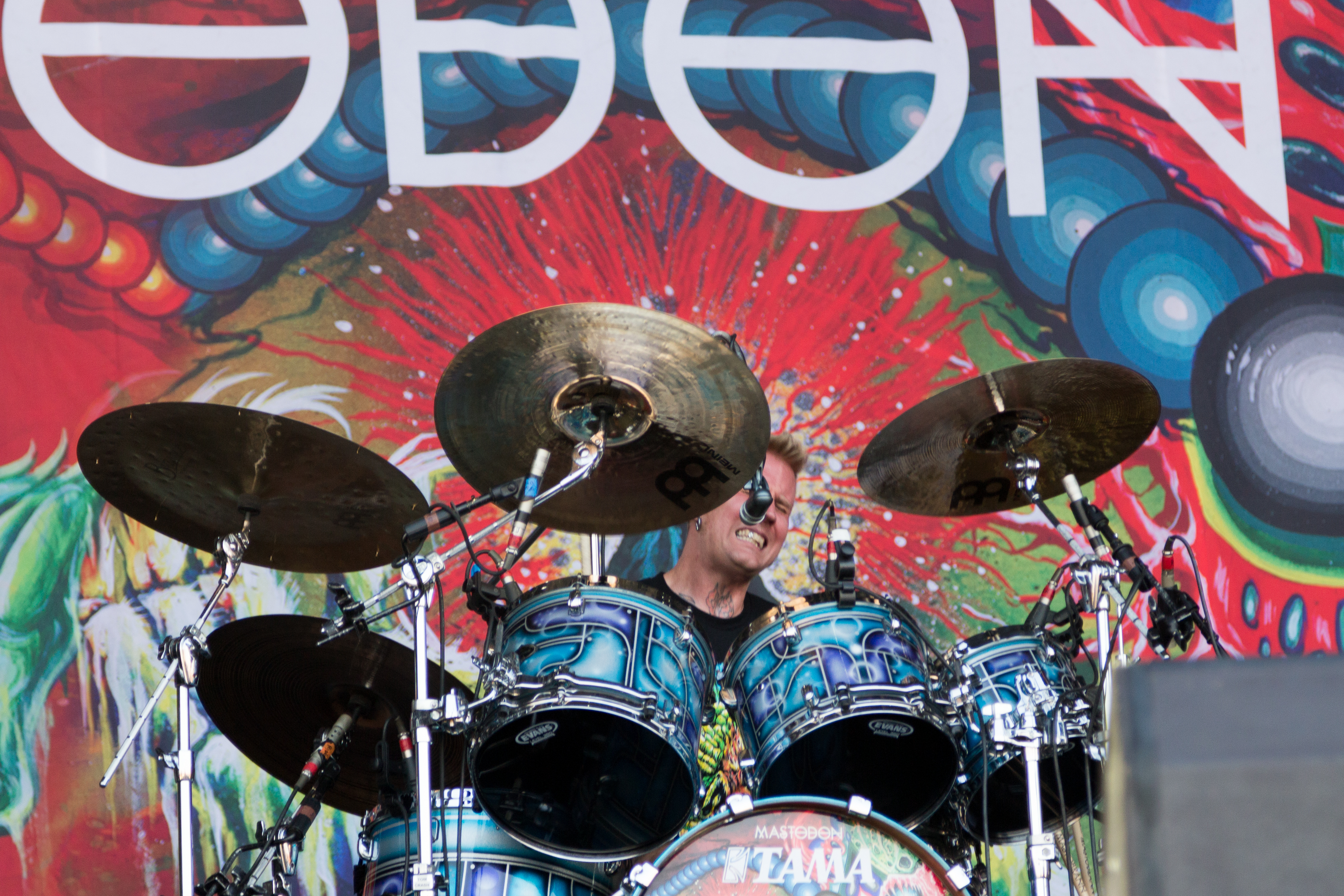
Brann Dailor

Dopo quasi due anni di tour incessante (compresa l'apparizione alla leg americana dell'Unholy Alliance con Slayer e Lamb of God), la band torna in studio per registrare il loro terzo LP. Il titolo dell'opera è Blood Mountain, che esce nell'ottobre del 2006 e si presenta come un ottimo esempio di metal progressivo, che affonda le sue radici nel sound dei Metallica e dei Neurosis su tutti, ma anche nell'onda progressiva degli anni settanta. In meno di due mesi vengono filmati ben tre video promozionali per l'album (per le canzoni, in ordine cronologico, The Wolf is Loose, Capillarian Crest e Colony of Birchmen), testimoniando così il successo sia dell'album che della band stessa, la quale si propone sempre più prepotentemente sulla scena metal mondiale. Per rafforzare la posizione dei Mastodon di fronte a fan e critica, i Tool li scelgono come band di supporto per la seconda parte del loro tour, che segue la pubblicazione dell'album 10,000 Days.

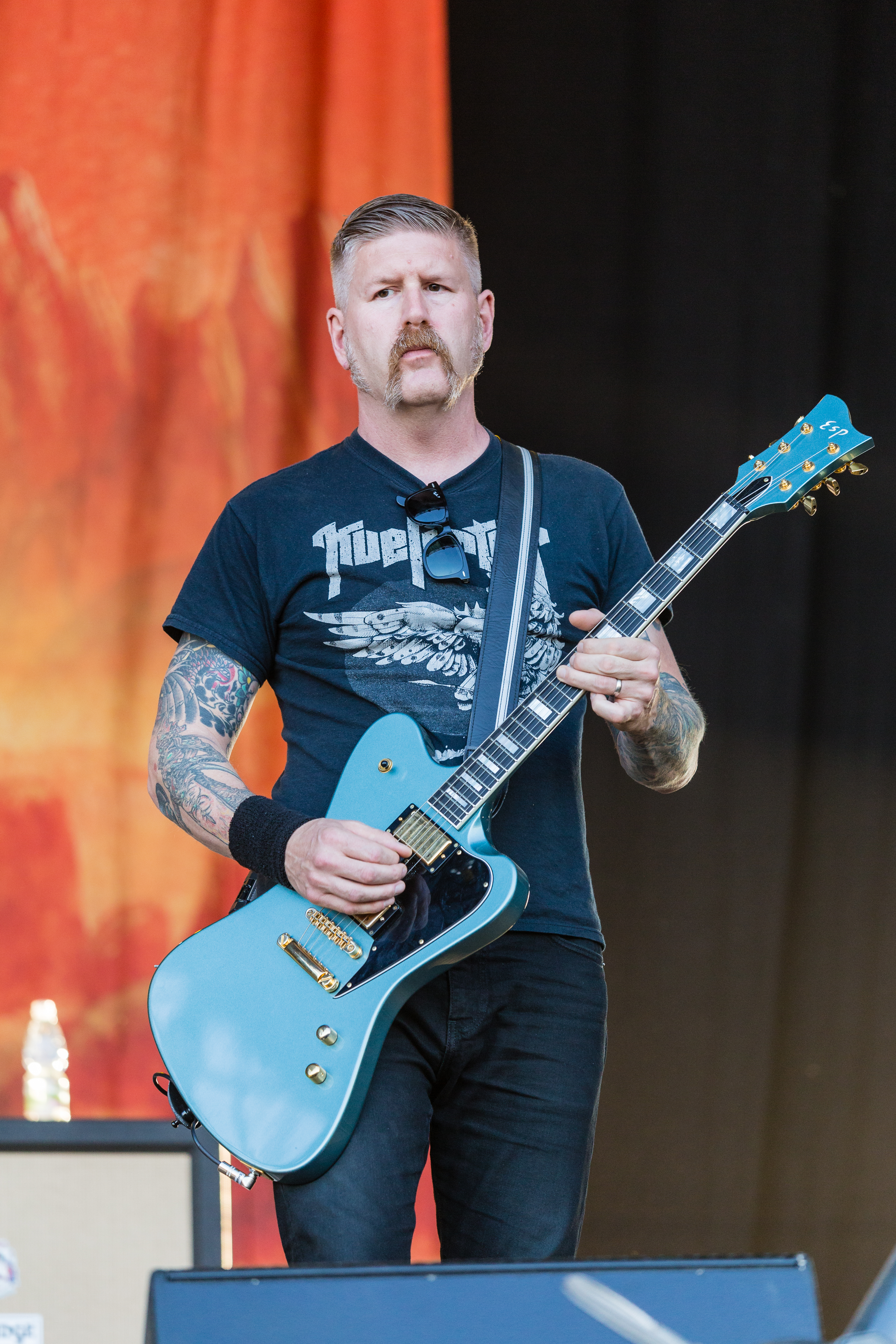
Bill Kelliher

Nel 2009 l'album Crack the Skye li consacra nell'olimpo delle grandi band metal di inizio millennio, con una produzione estremamente rigorosa, un sound leggermente più accessibile - seppur sempre grintoso e tecnico - e la promozione di videoclip, realizzati con dispendio di mezzi e location. Ispirato alla figura di Rasputin, il disco contiene sette brani.
Una delle canzoni di Leviathan, Blood and Thunder, venne inclusa nella colonna sonora del videogioco del 2005 Need for Speed: Most Wanted ed è anche suonabile nel videogioco Guitar Hero: Metallica.
Nel 2011, la Relapse Records ristampa in tiratura limitata su vinile colorato Remission e Mastodon; sempre in quest'anno il quartetto pubblica il quinto album, The Hunter.

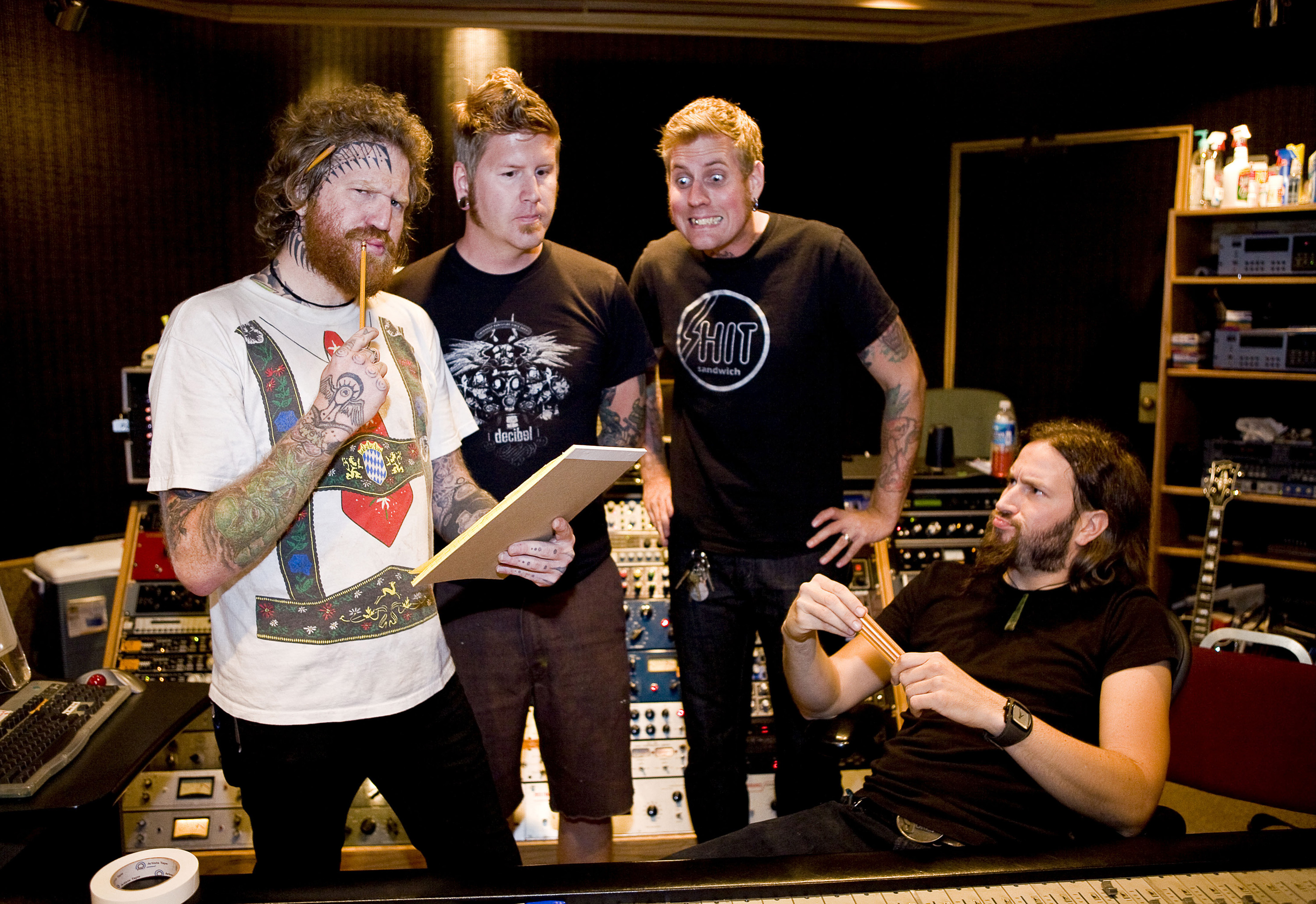
I Mastodon in studio

Nel giugno 2014, annunciato da una grande campagna pubblicitaria, viene pubblicato Once More 'Round the Sun, sesto album in studio della band. Il disco ottiene immediatamente buoni risultati di vendita, pur raccogliendo critiche contrastanti e guadagnando visibilità, specialmente per le polemiche montate attorno al videoclip del terzo singolo estratto The Motherload, a causa di espliciti riferimenti ritenuti sessisti.
Il 26 gennaio del 2017 viene annunciato che il nuovo album verrà pubblicato il 31 marzo dello stesso anno, che si intitolerà Emperor of Sand e che conterrà undici tracce.
Nel 2019 pubblicano un chiaro tributo ai Led Zeppelin, "Stairway to Nick John". che include una versione suonata praticamente identica all'originale "Stairway to Heaven" più una versione live.

## Formazione

### Formazione attuale
- Troy Sanders – basso, tastiere, voce (2000-presente)
- Brann Dailor – batteria (2000-presente), voce (2009-presente)
- Bill Kelliher – chitarra ritmica, cori (2000-presente)

### Ex componenti
- Eric Saner – voce (2000)
- Brent Hinds – chitarra solista, voce (2000-2025)

### Turnisti
- Rich Morris - tastiere

### Ex turnisti
- Joakim Svalberg - tastiere (2012)

### Ospiti
- Scott Kelly – voce (Neurosis)
- Neil Fallon – voce (Clutch)
- Josh Homme – voce (Queens of the Stone Age, Eagles of Death Metal, ex-Kyuss)
- Cedric Bixler Zavala – voce (At the Drive-In, ex-The Mars Volta)
- Billy Gibbons – chitarra (ZZ Top)
- Kevin Sharp – voce (Venomous Concept, ex Brutal Truth)
- Gibby Haynes – voce (Butthole Surfers)
- Mike Keneally – tastiere

## Discografia
- 2002 - Remission
- 2004 - Leviathan
- 2006 - Blood Mountain
- 2009 - Crack the Skye
- 2011 - The Hunter
- 2014 - Once More 'Round the Sun
- 2017 - Emperor of Sand
- 2021 - Hushed and Grim